# Martin Rosenstiel
Martin Rosenstiel, gelegentlich auch geführt als Martin Rosenstiehl, (* 11. Dezember 1923 in Eschwege; † unbekannt) war  ein deutscher Kabarettist und Schauspieler bei Bühne und Film.

## Leben und Wirken
Rosenstiel studierte Philosophie und absolvierte eine Schauspielausbildung. Er begann seine Theaterarbeit in der Spielzeit 1948/49 unter Ernst Karchow bei den Bremer Kammerspielen. Danach band er sich an keine Bühne mehr, sondern trat als Texter, Chansonnier und Kabarettist (Ein-Mann-Veranstaltungen mit Programmen wie Die ehrbare Birne) in Erscheinung. Bereits im Winter 1956/57 trat der Künstler mit einer kleinen Rolle in der Thomas-Mann-Kinoverfilmung Bekenntnisse des Hochstaplers Felix Krull erstmals vor die Kamera, danach sah man den glatzköpfigen Rosenstiel vor allem in Fernsehproduktionen. Beim Sommerfest von Bundeskanzler Helmut Schmidt 1978 in Bonn blätterte er im Programm „Festival der reinen Unvernunft“, so Carl-Christian Kaiser in der Zeit, „die deutsche Seele frisch auf den Tisch“.

## Filmografie
- 1955: Die satirische Lupe
- 1957: Bekenntnisse des Hochstaplers Felix Krull
- 1964: Der Mensch im Tier
- 1967: Ein Duft von Blumen
- 1967: Dieser Platonow …
- 1968: Die Geschichte von Vasco
- 1969: Damenquartett
- 1969: Der Versager
- 1973: Ein Fall für Goron
- 1975: Tadellöser & Wolff
- 1977: Es muß nicht immer Kaviar sein (TV-Serie, eine Folge)
- 1979: Ein Kapitel für sich
- 1986: Am Morgen meines Todes
- 1987: A.D.A.M.
- 1987: Jokehnen